# Цона Артиђанале Малалберго (Болоња)
Цона Артиђанале Малалберго (итал. Zona Artigianale Malalbergo) је насеље у Италији у округу Болоња, региону Емилија-Ромања.
Према процени из 2011. у насељу је живело 23 становника. Насеље се налази на надморској висини од 8 м.